# 아포칼립스 언데드
《아포칼립스 언데드》(Dawning of the Dead)는 영국에서 제작된 토니 요피아 감독의 2017년 공포, 액션 영화이다. 레오 그레고리 등이 주연으로 출연하였다.

## 출연

### 주연
- 레오 그레고리
- 이안 세이너
- 크리스토퍼 데인

### 조연
- 허니 홈즈
- 라파엘 I. 몰리나